# شهرستان فیلیپس (کانزاس)
شهرستان فیلیپس(به انگلیسی: Phillips County) یک شهرستان است که در ایالت کانزاس آمریکا واقع شده است. جمعیت این شهرستان در حدود ۵٬۶۴۲ نفر است. بزرگترین شهر آن فیلیپس برگ است.